# ウォーレン郡 (アイオワ州)
ウォーレン郡（英: Warren County）は、アメリカ合衆国アイオワ州の郡である。人口は5万2403人（2020年）。郡庁所在地はインディアノラである。

## 地理
アメリカ合衆国統計局によると、この郡は総面積1,485 km2 (573 mi2) である。このうち1,481 km2 (572 mi2) が陸地で4 km2 (2 mi2) が水面である。総面積の0.27%が水面となっている。

### 隣接する郡
- ポーク郡 (北)
- マリオン郡 (東)
- ルーカス郡 (南東)
- クラーク郡 (南西)
- マディソン郡 (西)

## 人口動勢
2000年国勢調査で、この郡は人口40,671人、14,708世帯、及び11,207家族が暮らしている。人口密度は27/km2 (71/mi2) である。10/km2 (27/mi2) の平均的な密度に15,289軒の住宅が建っている。この郡の人種的な構成は白人98.08%、アフリカ系0.27%、先住民0.17%、アジア系0.38%、太平洋諸島系0.04%、その他の人種0.29%、及び混血0.76%である。ここの人口の1.08%はヒスパニックまたはラテン系である。

2000年国勢調査に基づくウォーレン郡の人口ピラミッド

この郡内の住民は27.00%が18歳未満の未成年、18歳以上24歳以下が9.70%、25歳以上44歳以下が28.20%、45歳以上64歳以下が23.20%、及び65歳以上が11.80%にわたっている。中央値年齢は36歳である。女性100人ごとに対して男性は94.60人である。18歳以上の女性100人ごとに対して男性は91.80人である。
この郡の世帯ごとの平均的な収入は50,349米ドルであり、家族ごとの平均的な収入は56,344米ドルである。男性は36,983米ドルに対して女性は26,768米ドルの平均的な収入がある。この郡の一人当たりの収入 (per capita income) は20,558米ドルである。人口の5.10%及び家族の3.70%は貧困線以下である。全人口のうち18歳未満の6.40%及び65歳以上の5.20%は貧困線以下の生活を送っている。

## 都市および町
- インディアノラ (Indianola)
- ハートフォード (Hartford)
- ニューバージニア (New Virginia)
- ノーウォーク (Norwalk)
- サンディービル (Sandyville)
- スプリングヒル (Spring Hill)
- セントメリーズ (St. Marys)
- Ackworth
- Carlisle
- Cumming
- Lacona
- Martensdale
- Milo